# Езёранский, Антоний
Антоний Езёранский или Антони Йованович (пол. Antoni Jeziorański; 13 июня 1821, Варшава — 16 февраля 1882, Львов) — польский революционер, полковник, позже генерал повстанческих войск во время Восстания 1863 года.

## Биография
Родился в еврейской семье последователей Якова Франка в Варшаве. Отец Францишек Езераньский (1783—1856), мать Марианна Загродская (1802—1867). Двоюродный брат Ян Езёранский (1833—1864)
В мае 1848 года прибыл в Галицию, где разгоралась «Революция 1848 года». Присоединился к мятежникам в Кросно. Получил звание инспектора Народной гвардии, численность которой не превышала 2000 человек. После поражения революции, в октябре того же года Езёранский, опасаясь ареста австрийцами, бежал в Венгерское королевство. Под именем Антони Йованович он присоединился к Польским легионам, воевавшим на стороне венгров во время Венгерской войны 1848—1849 годов.
Был приписан к кавалерийскому полку генерала Юзефа Высоцкого. Вёл партизанскую войну против русских и австрийцев в Словацких землях. После Сражения при Темешваре, в котором Езёранский едва не погиб от австрийской картечи, вместе с остатками полка и генералом Высоцким бежал в Османскую империю. Служил в польском добровольческом легионе при Армии Османской империи. Руководил работами по восстановлению одной из тюрем в Белграде.
Участник Крымской войны 1853—1856 годов. Воевал в отряде генерала Владислава Замойского. После завершения боевых действий уволился из армии и в 1859 году поселился в Варшаве. В том же году вошёл в контакт с подпольными польскими националистическими организациями. Арестован русской администрацией в 1861 году, некоторое время содержался в Варшавской цитадели. В первый раз выпущен под залог. Однако в начале 1862 года вновь арестован на 10 месяцев и посажен в X павильон Варшавской цитадели, где содержались польские политические заключённые.
Выпущен в декабре 1862 года.

## Участие в Восстании 1863 года
2 (14) января 1863 года приказом ЦНК произведён в полковники. 11 (23) января присягнул на верность Национальному правительству. Назначен командующим всеми повстанческими соединениями в районе Равского воеводства (ныне часть Лодзинского воеводства). Единственный из повстанческих командиров, хотя бы частично справившийся с первоначально поставленной задачей — создать опорный пункт для сбора и накопления людских и материальных ресурсов.
Собрав в свой отряд около 375 человек, он соединился с отрядом братьев Александра и Франтишека Соколовских и 23 января (4 февраля) 1863 года на некоторое время получил контроль над частью Равы-Мазовецкой. Однако полностью занять город не удалось, так как Езёранский, вовремя получив информацию о приближении значительного числа регулярных войск, ограничившись освобождением политических заключенных из местной тюрьмы и захватом оружия на складах местного гарнизона, приказал в спешке оставить местечко.
После битвы мятежники из отряда Езёранского ушли на юг. Вскоре он получил приказ двигаться на соединение с отрядом генерала Мариана Лангевича. По пути Езёранский объединил под своим командованием несколько более мелких мятежных отрядов и вступил в ряд незначительных стычек с мелкими отрядами регулярных войск. Наконец 10 (22) февраля 1863 года отряды Езёранского соединились с отрядами Лангевича. Однако спустя 2 дня объединенные отряды, потерпев от регулярных войск поражение под Малогощем, были вынуждены в спешке начать отступление на юг в Малопольское воеводство.
Его отряд участвовал в бою у Песковой Скалы 20 февраля (5 марта) 1863 года, а на следующий день в бою под Скалой. После чего Езёранский вместе с Лангевичем ушел в Меховский уезд и расположил свой отряд у села Гоща. Однако после того, как Лангевич 26 февраля (10 марта) провозгласил себя диктатором восстания и назначил Езёранского генералом, у него с Лангевичем возник конфликт. Езёранский выступил против диктатуры Лангевича и в знак протеста в ночь с 27 на 28 февраля (с 11 на 12 марта) 1863 года увел свой отряд на территорию Австрийской империи.
После бегства Лангевича Антоний Езёранский, назначенный главнокомандующим всеми повстанческими силами в Люблинском воеводстве, в апреле 1863 года вернулся в зону боевых действий с отрядом из 800 хорошо обученных и вооруженных мятежников.
1 мая (19 апреля) и 6 мая (24 апреля) выиграл два сражения с регулярными войсками под Кобылянкой. Однако значительные потери его подразделения и поражение у Хуты-Кшешовской 29 апреля (11 мая) 1863 года заставили его вновь направиться в Галицию. В середине мая 1863 он вновь увел остатки своего отряда на территорию Австрии, где распустил его 20 мая (1 июня) 1863 года, так как, по собственным словам, «не увидел смысла в собственных тактических победах», и перестал видеть толк в продолжении вооруженной борьбы. В тот же день был обвинен ПНП в предательстве, «намеренном пораженчестве», снят со всех постов и лишён всех званий и должностей.

## После восстания
Езёранский более полугода жил на нелегальном положении в Галиции, и скрывался от австрийских властей, выдавших ордер на его арест. Однако в начале 1864 года он был задержан австрийцами в крестьянском доме в деревне Хревт в Галиции и заключён в тюрьму.
Выпущен по амнистии в июне 1865 года. В том же году на некоторое время переехал в Париж. В 1873 году поселился во Львове, заседал в Галицком сеймеи  представлял «краевой департамент».
Умер 16 февраля 1882 года.
Похоронен на Лычаковском кладбище.
Приказом президента Польской республики Игнация Мосцицкого от 21 января 1933 года посмертно награжден Крестом Независимости с Мечами.

## Личная жизнь
От брака с Наталией Нордович, заключённого в 1860 году, родилась дочь Мария (28.08.1861 — 9.03.1946)